# Földünk és vidéke
A Földünk és vidéke 1978-ban bemutatott magyar tévéfilm.

## Történet
|  | Alább a cselekmény részletei következnek! |

Karinthy Ferenc író saját életét, utazásait és élményeit dolgozta fel az apró jelenetekből, archív filmbejátszásokból készült játékfilmben. Mindezt egy keretjáték foglalja egységbe, amelyben az írót megszemélyesítő színész Sinkovits Imre, egy kedvesen pimasz, de nagyon érdeklődő fiatal lány kérdéseire válaszol. Először egy kiskocsmában beszélgetnek.
|  | Itt a vége a cselekmény részletezésének! |

## Szereplők
| - Sinkovits Imre – Karinthy Ferenc és saját maga, mikor Karinthyval beszélget - Karinthy Ferenc – saját maga - Vitai András – az ifjú Karinthy Ferenc - Lossonczy István – a gyermek Karinthy Ferenc - Agárdy Gábor – Oszkár - Tábori Nóra – Betti - Tolnai Klári - Szerencsi Éva – Márta - Antal Imre - Balázs Péter - Gálvölgyi János – pincér - Berek Kati - Láng József - Anday Györgyi - Fonyó József - Ferencz László - Kondra Irén - Galambos Erzsi - Bujtor István | - Kállai Ilona - Tordai Teri – Betti - Bod Teréz - Gellei Kornél - Vándor József - Tarsoly Elemér - Harkányi Ödön - Győrffy György - Képesy József - Kertész Péter - Ráday Imre - Földesi Margit - Kőmíves Sándor - Jani Ildikó – Muki - Pádua Ildikó - Surányi Imre - Miklósy György - Berényi Ottó |